# Michelau in Oberfranken
Michelau in Oberfranken är en kommun och ort i Landkreis Lichtenfels i Regierungsbezirk Oberfranken i förbundslandet Bayern i Tyskland.